# Elezioni comunali in Veneto del 2015

## Venezia

### Venezia
| Candidati e Liste                              | Voti    | %     | Seggi |
| ---------------------------------------------- | ------- | ----- | ----- |
| Felice Casson                                  | 46.298  | 38,01 | 1     |
| Lista Felice Casson Sindaco                    | 19.991  | 17,10 | 4     |
| Partito Democratico                            | 19.677  | 16,83 | 3     |
| Venezia 2020 (SEL - Verdi Europei - In Comune) | 1.845   | 1,57  | -     |
| Venezia Bene Comune                            | 1.562   | 1,33  | -     |
| Socialisti e Democratici                       | 616     | 0,52  | -     |
| Venezia Popolare (DeS - CD - AdC)              | 365     | 0,31  | -     |
| Luigi Brugnaro                                 | 34.790  | 28,56 | -     |
| Luigi Brugnaro Sindaco                         | 24.352  | 20,83 | 17    |
| Forza Italia                                   | 4.405   | 3,76  | 3     |
| Area Popolare (NCD - UdC)                      | 1.870   | 1,59  | 1     |
| Boraso Civica Popolare                         | 1.866   | 1,59  | 1     |
| Malgara 2020                                   | 952     | 0,81  | -     |
| Davide Scano                                   | 15.348  | 12,60 | 1     |
| Movimento 5 Stelle                             | 15.009  | 12,84 | 2     |
| Gian Angelo Bellati                            | 14.482  | 11,89 | 1     |
| Lega Nord - Liga Veneta                        | 10.760  | 9,20  | 1     |
| Bellati Sindaco - Coesione Popolare            | 1.770   | 1,51  | -     |
| Indipendenza Veneta                            | 1.189   | 1,01  | -     |
| Mestre Venezia - 2 grandi città                | 278     | 0,23  | -     |
| Francesca Zaccariotto                          | 8.292   | 6,80  | 1     |
| Venezia Domani - Zaccariotto                   | 3.726   | 3,18  | -     |
| Fratelli d'Italia - Alleanza Nazionale         | 2.466   | 2,10  | -     |
| Civica 2015                                    | 1.655   | 1,41  | -     |
| Giampietro Pizzo                               | 1.056   | 0,86  | -     |
| Venezia Cambia 2015                            | 1.102   | 0,94  | -     |
| Camilla Seibezzi                               | 876     | 0,71  | -     |
| Noi, la città - con Camilla Seibezzi           | 818     | 0,69  | -     |
| Alessandro Busetto                             | 419     | 0,34  | -     |
| Partito Comunista dei Lavoratori               | 410     | 0,35  | -     |
| Francesco Mario D'Elia                         | 216     | 0,17  | -     |
| Autonomia Venezia - Lista D'Elia               | 200     | 0,17  | -     |
| Totale alle liste                              | 116.884 |       |       |
| TOTALE                                         | 121.777 | 100   |       |

### Portogruaro
| Candidati e Liste                      | Voti   | %      | Seggi |
| -------------------------------------- | ------ | ------ | ----- |
| Marco Terenzi                          | 4.379  | 34,59  | 1     |
| Partito Democratico                    | 2.472  | 20,60  | 3     |
| Città per l'Uomo                       | 727    | 6,06   | -     |
| Portogruaro 2020 - Più Avanti          | 528    | 4,40   | -     |
| La Città Futura - Rosso Verde          | 417    | 3,48   | -     |
| Maria Teresa Senatore                  | 2.201  | 17,09  | -     |
| Lega Nord                              | 1.068  | 8.90   | 3     |
| Liberi Insieme                         | 457    | 3,81   | 1     |
| Forza Italia                           | 448    | 3,73   | 1     |
| Annia                                  | 144    | 1,20   | -     |
| Giorgio Barro                          | 1,614  | 12,75  | 1     |
| Portogruaro Adesso                     | 566    | 4,72   | 1     |
| Io lavoro per Portogruaro              | 503    | 4,19   | 1     |
| Scegli Civica                          | 242    | 2,93   | -     |
| Insieme per il nostro Territorio       | 216    | 1,80   | -     |
| Paolo Scarpa                           | 1.482  | 11,71  | 1     |
| Paolo Scarpa per Portogruaro           | 814    | 6,78   | -     |
| Fratelli d'Italia - Alleanza Nazionale | 368    | 3,07   | -     |
| Popolari della Bonifica                | 149    | 1,24   | -     |
| Partito Pensionati                     | 48     | 0,40   | -     |
| Claudio Fagotto                        | 975    | 7,70   | 1     |
| Movimento 5 Stelle                     | 916    | 7,63   | -     |
| Luigi Toffolo                          | 766    | 6,05   | 1     |
| Città del Lemene                       | 479    | 3,99   | -     |
| Toffolo con Noi                        | 238    | 1,98   | -     |
| Pietro Rambuschi                       | 501    | 3,96   | -     |
| Pietro Rambuschi Sindaco               | 356    | 2,97   | -     |
| Gruppo per il Cambiamento              | 112    | 0,93   | -     |
| Gastone Mascarin                       | 434    | 3,43   | 1     |
| Cambiamo Portogruaro                   | 409    | 3,41   | -     |
| Maria Luisa Venturin                   | 173    | 1,37   | -     |
| Per un'altra Portogruaro               | 144    | 1,20   | -     |
| Lorenzo Tummino                        | 135    | 1,07   | -     |
| Alternativa Libera                     | 129    | 1,08   | -     |
| Totale alle liste                      | 12.000 | 100,00 | 10    |
| TOTALE                                 | 12.660 | 100,00 | 16    |

## Rovigo

### Rovigo
| Candidati e Liste                                | Voti   | %     | Seggi |
| ------------------------------------------------ | ------ | ----- | ----- |
| Nadia Romeo                                      | 5.957  | 23,99 | 1     |
| Partito Democratico                              | 4.276  | 17,95 | 4     |
| Viva Rovigo                                      | 700    | 2,93  | -     |
| Rovigo Cambia Verso                              | 569    | 2,36  | -     |
| Socialisti e Democratici                         | 349    | 1,46  | -     |
| Massimo Bergamin                                 | 4.630  | 18,64 | -     |
| Lega Nord Rovigo                                 | 3.299  | 13,84 | 9     |
| Forza Italia                                     | 1.174  | 4,92  | 3     |
| Paolo Avezzù                                     | 3.852  | 15,51 | 1     |
| Obiettivo Rovigo                                 | 1.275  | 5,35  | 3     |
| Lista Tosi per Rovigo                            | 1.150  | 4,82  | 1     |
| Area Popolare                                    | 1.065  | 4,47  | 2     |
| Vero Nuovo                                       | 118    | 0,49  | -     |
| Silvia Menon                                     | 3.834  | 15,44 | 1     |
| Silvia Menon candidato sindaco                   | 3.652  | 15,33 | 2     |
| Ivaldo Vernelli                                  | 2.511  | 10,11 | 1     |
| Movimento 5 Stelle                               | 2.373  | 9,96  | 1     |
| Livio Ferrari                                    | 1.322  | 5,32  | 1     |
| Coscienza comune                                 | 751    | 3,15  | -     |
| La Sinistra per l’Altra Rovigo                   | 327    | 1,37  | -     |
| Liberi cittadini per il Polesine                 | 194    | 0,81  | -     |
| Andrea Bimbatti                                  | 1.146  | 4,61  | -     |
| Una lista di risposte                            | 1.093  | 4,58  | -     |
| Antonio Saccardin detto Gianni                   | 840    | 3,38  |       |
| Presenza Cristiana                               | 781    | 3,27  | 1     |
| Giovanni Nalin                                   | 541    | 2,17  | -     |
| Sinistra Ecologia Libertà                        | 498    | 2,09  | -     |
| Federico Donegatti                               | 193    | 0,77  | -     |
| Movimento Sociale Fiamma Tricolore – Forza Nuova | 183    | 0,76  | -     |
| Totale alle liste                                | 23.821 | 100   |       |
| TOTALE                                           | 24.826 | 100   |       |

## Treviso

### Castelfranco Veneto
| Candidati e Liste                  | Voti   | %      | Seggi |
| ---------------------------------- | ------ | ------ | ----- |
| Stefano Marcon                     | 7.124  | 42,13  | -     |
| Lega Nord                          | 3.315  | 20,71  | 8     |
| Marcon Sindaco                     | 2.108  | 13,17  | 5     |
| Forza Italia                       | 1.153  | 7,20   | 2     |
| Casa del Cittadino                 | 153    | 0,96   | -     |
| Claudio Beltramello                | 5.685  | 33,62  | 1     |
| Partito Democratico                | 3.216  | 20.10  | 4     |
| Castelfranco Attiva                | 773    | 4,83   | 1     |
| Città delle Idee                   | 741    | 4,63   | -     |
| Castelfranco Cambia                | 697    | 4,36   | -     |
| Tiziana Milani                     | 2.000  | 11,83  | 1     |
| Tiziana Milani Sindaco             | 1.182  | 7,39   | 1     |
| Castelfranco Città Aperta          | 631    | 3,94   | -     |
| Andrea Bambace                     | 1.149  | 6,80   | 1     |
| Movimento 5 Stelle                 | 1.116  | 6,97   | -     |
| Gianni Fiscon                      | 951    | 5,62   | 1     |
| Lista Fiscon - Castelfranco Domani | 918    | 5,74   | -     |
| Totale alle liste                  | 16.003 | 100,00 | 20    |
| TOTALE                             | 16.909 | 100,00 | 24    |

## Vicenza

### Lonigo
| Candidati e Liste         | Voti  | %      | Seggi |
| ------------------------- | ----- | ------ | ----- |
| Luca Restello             | 1.928 | 26,28  | -     |
| Lega Nord                 | 1.365 | 19,72  | 8     |
| Cambiamo Lonigo           | 375   | 5,42   | 2     |
| Silvio Bragolusi          | 110   | 1,59   | -     |
| Chiara Gianesin           | 1.700 | 23,17  | 1     |
| Lonigo oggi e domani      | 852   | 12.31  | 1     |
| Democratici per Lonigo    | 457   | 6,60   | -     |
| Una proposta Chiara       | 315   | 4,55   | -     |
| Luigi Tassoni             | 1.471 | 20,05  | 1     |
| Tassoni per Lonigo        | 661   | 9,55   | 1     |
| Forza Italia              | 398   | 5,75   | -     |
| Per Lonigo                | 258   | 3,73   | -     |
| Andrea Dal Maso           | 1.036 | 14,12  | 1     |
| Per una nuova Civica      | 866   | 12,51  | -     |
| Civitas Leonicena         | 110   | 1,59   | -     |
| Luca Lazzari              | 706   | 9,62   | 1     |
| Dalla parte del Cittadino | 672   | 9,71   | -     |
| Cristian Lovato           | 496   | 6,76   | -     |
| Movimento 5 Stelle        | 482   | 6,96   | -     |
| Totale alle liste         | 6.921 | 100,00 | 12    |
| TOTALE                    | 7.337 | 100,00 | 16    |